# Jimmy Gabriel (athlétisme)
Pour les articles homonymes, voir Jimmy Gabriel.
Jimmy Gabriel (né le 19 octobre 1973 au Lamentin) est un athlète français, spécialiste du triple saut. 
Aujourd'hui, actif au club du sport olympique de Houilles (SOH) section sprints/sauts.  

## Biographie
Il remporte deux titres de champion de France du triple saut, en 1998 et 2000, ainsi qu'un autre titre en salle en 2001.

### Palmarès
- Championnats de France d'athlétisme :
  - 2 fois vainqueur du triple saut en 1998 et 2000.
- Championnats de France d'athlétisme en salle :
  - vainqueur du triple saut en 2001

### Records
| Épreuve             | Performance | Lieu   | Date            |
| ------------------- | ----------- | ------ | --------------- |
| Triple saut         | 16,68 m     | Nice   | 5 août 2000     |
| Triple saut (salle) | 16,86 m     | Liévin | 18 janvier 2001 |